# توفیق سبحانی
توفیق هاشم پور سبحانی از استادان معاصر در زمینهٔ زبان و ادبیات فارسی در سال ۱۳۱۷ شمسی در تبریز به دنیا آمد. وی پس از اخذ فوق لیسانس دبیری از دانشگاه تهران به ترکیه سفر کرد و با شرکت در امتحان ورودی دورهٔ دکتری دانشگاه استانبول در رشتهٔ عربی و فارسی آن دانشگاه پذیرفته شد و در سال ۱۹۷۴ میلادی به دریافت درجهٔ دکتری نایل آمد. او نایب رئیس انجمن آثار و مفاخر فرهنگی بوده و در دانشگاه‌ها نیز به تدریس زبان و ادبیات فارسی مشغول می‌باشد.

## سوابق
توفیق سبحانی دورهٔ ابتدایی را در دبستان رودکی، متوسطه را در دبیرستان‌های رشدیه و لقمان تبریز و رشتهٔ زبان و ادبیات فارسی را در دانشکدهٔ ادبیات دانشگاه تبریز و دورهٔ فوق لیسانس دبیری را در تهران به پایان رسانید. عنوان رسالهٔ دورهٔ لیسانس وی «تأثیر حافظ از سعدی و عراقی» بود. سبحانی در سال ۱۳۴۸ شمسی به استانبول رفت و از کتب خطی کتابخانه‌های بسیار غنی استانبول استفاده کرد. با شرکت در امتحان ورودی دورهٔ دکتری دانشگاه استانبول در رشتهٔ عربی - فارسی آن دانشگاه پذیرفته شد و در سال ۱۹۷۴ میلادی به دریافت درجهٔ دکتری نایل آمد.

## فعالیت دانشگاهی
وی در زمان تحصیل از وجود استادانی مانند احمد ترجانی زاده، سید حسن قاضی طباطبایی، دکتر محمدجعفر محجوب و دکتر محمود صناعی بهره گرفت. وی در ترکیه در دانشگاه استانبول از وجود استادانی چون عبدالباقی گولپینارلی بهره برد.
دانشجویان و دانش پژوهان از تدریس او در دانشگاه‌های تبریز، دانشگاه دهلی (۱۳۷۴ الی ۱۳۷۶) و دانشگاه پیام نور بهره برده‌اند.

## جوایز
کتاب «مولانا جلال الدین، زندگانی، فلسفه، آثار گزیده‌ای از آن‌ها» ترجمهٔ توفیق سبحانی، در دورهٔ سوم کتاب سال جمهوری اسلامی ایران از طرف وزارت فرهنگ و ارشاد اسلامی به عنوان کتاب سال برگزیده شد.

## آثار

### کتاب‌ها
- فهرست‌های تجارب السلف هندو شاه نخجوانی
- فهرست کتب خطی فارسی دانشگاه دهلی
- حارث بن اسد محاسبی و کتاب القصد او
- نگاهی به تاریخ ادب فارسی در هند
- ترجمهٔ شرح مثنوی شریف
- ره آوردهای سفر(دهلی)

### ترجمه ها
- تصحیح تذکرهٔ انجمن خاقان، اثر فاضل خان گروسی
- فهرست نسخه‌های خطی فارسی کتابخانهٔ بروسه
- سیرت شیخ کبیر ابوعبدالله ابن خفیف شیرازی
- مجالس سبعه(هفت خطابه) مثنوی معنوی
- فتوت در کشورهای اسلامی و مآخذ آن
- تصوف در یکصد پرسش و پاسخ
- نقد شعر العجم شبلی نعمانی
- الهائم الخائف من لومة اللائم
- زندگینامهٔ مولانا جلال الدین
- ملامتیه و ملامتیان
- مولویّه بعد از مولانا

### مقالات
- حاجی بکتاش ولی و طریقت بکتاشیه
- دربارهٔ قلندرنامهٔ خطیب فارسی
- بهاء ولد، زندگی و عرفان او
- زبان گویندگان آذربایجان
- سماع